# Hanna Łochocka

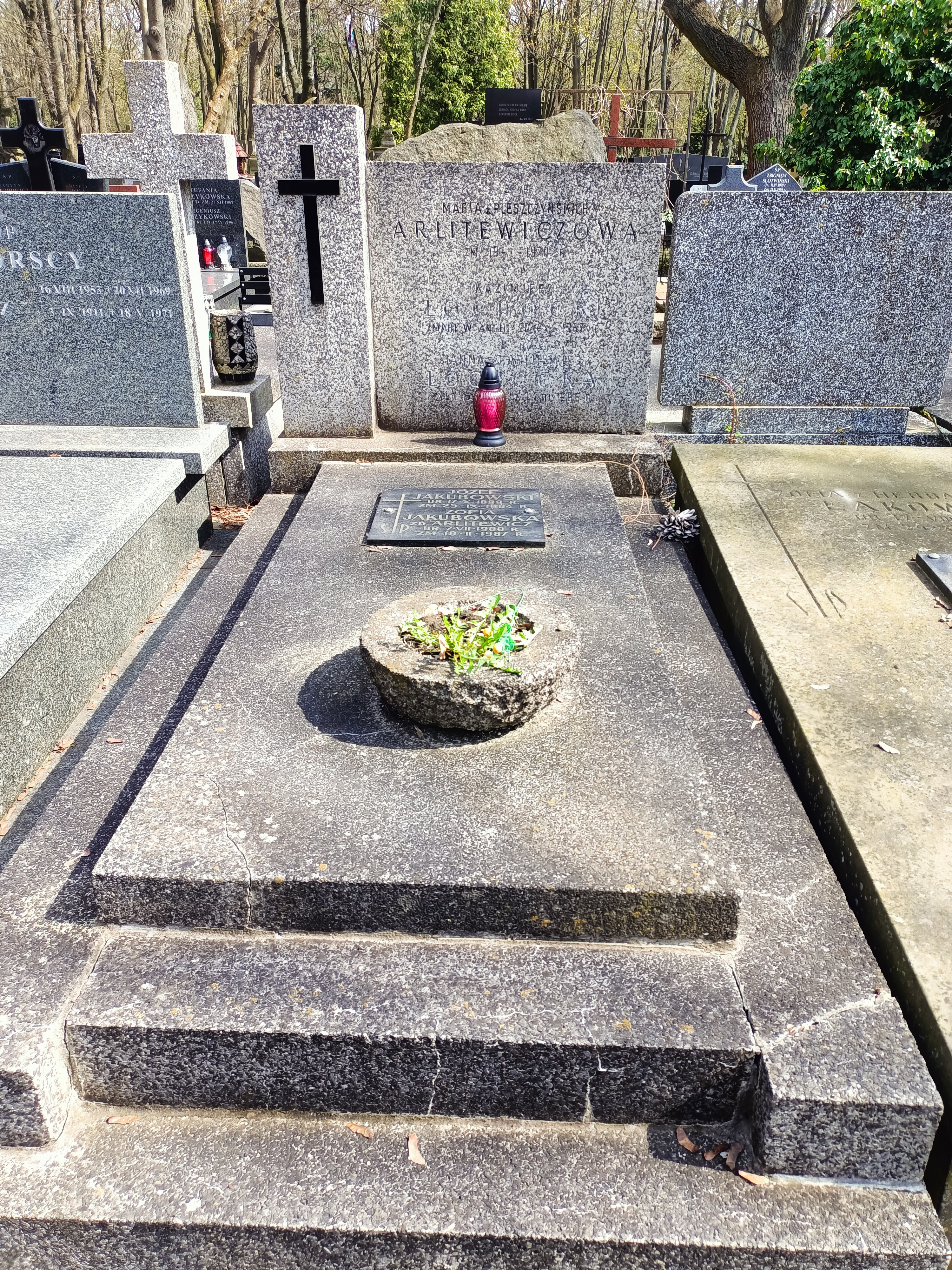
Grób Hanny Łochockiej na cmentarzu Powązkowskim w Warszawie

Hanna Łochocka (ur. 5 maja 1920 w Lublinie, zm. 14 marca 1995 w Warszawie) – polska poetka, prozaik, autorka słuchowisk, tłumaczka.

## Życiorys
Studiowała ekonomię w Szkole Głównej Planowania i Statystyki oraz historię na Uniwersytecie Warszawskim.
Debiutowała w 1946 na łamach prasy. Wiersze, prozę i tłumaczenia publikowała m.in. w „Świerszczyku”, „Płomyczku”, „Misiu”. Dla dzieci wydała kilkadziesiąt książek, najczęściej zbiorów krótkich, rymowanych wierszy. Większość tych utworów ma charakter użytkowy, np. ułatwia przyswajanie wiedzy, uczy orientacji w świecie znaków i przepisów, inspiruje dzieci do działań plastycznych i rozwija wyobraźnię. Na uwagę zasługują utwory będące formą zabawy i ćwiczeniami językowymi: Barabule, Chrząszcz w trzcinie. Z upodobaniem pisała o świecie przyrody, antropomorfizując ją i czyniąc partnerem w dziecięcych przygodach, ułatwiając poznawanie świata.
Najpopularniejszy stał się cykl rymowanych książeczek o przygodach ptaków: O wróbelku Elemelku. W beztroskich, pełnych humoru opowieściach o doświadczeniach dzieci i uosabiających je zwierząt pouczała odbiorców w umiarkowany, życzliwy sposób. Podkreślała rolę przyjaźni i współdziałania, dbała o kształtowanie postaw prospołecznych. Tworzyła literaturę o charakterze okolicznościowym, stylizowaną według dziecięcych upodobań. Poczytność książeczek sprawiła, że poszczególne utwory miały po kilka wydań, były też tłumaczone na wiele języków.
W 1984 otrzymała Nagrodę Prezesa Rady Ministrów za twórczość dla dzieci i młodzieży.
Pochowana na cmentarzu Powązkowskim w Warszawie (kwatera a-4-19).

## Utwory dla dzieci
- Bajka o pierwszym rogaliku (1958)
- Barabule (1965)
- Chrząszcz w trzcinie (1988)
- Ciemno czy jasno? (1966)
- Cykl Elemelka (bajki wierszem): O wróbelku Elemelku (1955), Wróbelek Elemelek i jego przyjaciele (1962), Psoty i kłopoty wróbelka Elemelka (1972). Niektóre wierszyki (wydane jako bajka muzyczna czytana przez Włodzimierza Nowakowskiego):
  - Jak wróbelek Elemelek zamieszania zrobił wiele
  - Elemelek z wrogiem toczy boje srogie
  - Elemelek i precelek
  - Jak wróbelek, niebożę, siadł na wentylatorze
  - O kwoczce w koszyku i smoczym języku
  - Jak to nikt przy egzaminie byle czym się nie wyminie
  - Elemelek w naszyjniku trochę strachu, dużo krzyku
- Czy krety mają sekrety (1960)
- Czy wiecie... (1961)
- Dziewczynka z tęczy (1978)
- Gwałtu, rzeka się pali (1962)
- Jak to z geografią było (1962)
- Kolorowo, kolorowo (1968)
- Krokodyle łzy (1960)
- Ma Agatka... Ma Babinka... Ma Barbarka
- Malowana skrzynia (1981)
- Pelerynka (1961)
- Podróże Jasia (1958)
- Podróże pani Wrony (1961)
- Rachunki leśnego dziadka (1963)
- Spać się chce (1978)
- Srebrny paw (1971)
- Telegram (1961)
- Wesołe podwórko (1960)
- Wiosenny list (1962)
- Wyładunek z przeszkodami (1972)
- Zagubione kropeczki (1960)